# Sidi Sza’ib
Sidi Sza’ib (arab. سيدي شعيب; fr. Sidi Chaib)  – jedna z 52 gmin w prowincji Sidi Bu-l-Abbas, w Algierii, znajdująca się w środkowo-południowej części prowincji, około 68 km na południe od Sidi Bu-l-Abbas. W 2008 roku gminę zamieszkiwało 4411 osób. Numer statystyczny gminy w Office National des Statistiques d'Algérie to 2235.